# Feargus O'Connor
Feargus O'Connor (1796-1855) fue un conocido cartista irlandés. 

## Biografía
Feargus O’Connor, nació el 18 de julio de 1796 en Connorville house, cerca de Castletown-Kinneigh en el condado occidental de Cork, en una prominente familia irlandesa protestante. Inicialmente fue bautizado como Edward Bowen O'Connor, pero su padre escogió llamarle Feargus. Su padre fue el político nacionalista irlandés Roger O'Connor, quien como su tío Arthur O'Connor militó en los United Irishmen. Su hermano mayor Francis llegó a ser general del ejército libertador de Simón Bolívar. La mayor parte de su infancia la pasó en Irlanda, concretamente en Dangan Castle, el hogar de la infancia del Duque de Wellington. Fue educado principalmente en la Portarlington Grammar School e hizo alguna parte de su formación en Inglaterra.
Roger, el padre de O'Connor, era conocido por su estilo de vida excéntrico. En una ocasión Feargus y Francis deciden abandonar el hogar, robaron caballos a su hermano Roderic, viajaron a Londres y pidieron ser adoptados por el amigo de la familia M.P. Francis Burdett. Burdett cuidó de ellos, y financió a Feargus una granja en Irlanda, pero no fue un éxito. Estudió Derecho en el Trinity College, de Dublín, antes de heredar a su padre en 1820. No se licenció, pero ejerció en Irlanda alrededor de 1820. Como tuvo que jurar fidelidad a la corona para poder ejercer, su padre lo desheredó puesto que lo consideró poco digno de ser un descendiente de los Reyes de Irlanda. 
O’Connor comenzó a participar activamente del movimiento cartista, sin embargo, era un duro crítico de sus líderes, William Lovett y Henry Hetherington quienes invocaban a la “Fuerza moral”. O’Connor cuestionaba sus estrategias y comenzó a pronunciar discursos donde él hablaba de la muerte de la causa y prometía liderar al pueblo hasta la gloria o la muerte.
En un discurso en Mánchester, O’Connor puso una fecha el 29 de septiembre de 1839 para ejecutar acciones violentas si el Parlamento no concedía a los cartistas los seis puntos de su Carta. Los discursos de O’Connor’s ofendieron a Lovett y a Hetherington, quienes excluyeron de su plataforma los mítines masivos organizados por la Asociación de Trabajadores Londinenses. O’Connor respondió organizando un nuevo grupo cartista: la East London Democratic Association (Asociación democrática del Este de Londres). Los discursos y el periódico de O’Connor se volvieron más radicales y amanezadores, culpando a la Fuerza Moral cartista de los últimos fracasos del cartismo.
Cuatro meses después, fue detenido en York por la publicación de libelos sediciosos en el Northern Star. Se le encontró culpable y se le sentenció a ocho meses de prisión. O’ Connor continuo editando su diario desde su celda en la prisión y enojando a los demás cartistas al declarar en su periódico, en una nota a sus lectores, que desde septiembre de 1835 él había conducido al partido sin ayuda y en solitario.
Tras dejar la prisión en 1841, Feargus O’Connor tomó el control total de la National Charter Association (Asociación Nacional de Cartistas). Sus dolosos ataques en contra de otros líderes cartistas como William Lovett, Bronterre O’Brien y Henry Vincent, fracturaron el movimiento. 
En 1845 lanza su Plan cartista de la propiedad, cuyo objetivo era captar suscriptores con cuyo dinero adquiría una extensa propiedad que podría dividirse en parcelas de tres a cuatro acres. Los que se suscribieran a su plan podrían obtener un terreno, O’Connor prometía que este esquema cambiaría la cara de la sociedad en un año y haría de Inglaterra un paraíso en menos de cinco años.
Para mayo de 1847, O’Connor había persuadido a más de 70,000 personas de pagar cerca de 100,000 libras esterlinas para adquirir un terreno en Heronsgate (renombrado O’Connorville) en Gloucestershire. El esquema de reparto de tierra de O’Connor’s fue un desastre y e 1850 la compañía estaba virtualmente en la bancarrota. 
A pesar de su desastroso fracaso O’Connor continuo siendo una figura señera del cartismo, sin embargo en el Great Kennington Common Rally del 10 de abril de 1848, mostraba señales de desorden mental.
En su última petición, afirmó haber logrado cerca de seis millones de firmas, pero cuando fue examinada por el Parlamento, sólo había 1 mal hecha.
Sus críticos lo acusaron de destruir la credibilidad del movimiento cartista. La conducta de O’Connor se volvió cada vez más irracional y terminó recluido en un hospital para enfermos mentales donde murió, en agosto de 1855.